# Jakob Pinhas
Jakob Pinhas (* August 1788; † 8. Dezember 1861 in Kassel) war ein deutscher Publizist.

## Leben
Jakob Pinhas war ein Sohn des Miniaturmalers Salomon Pinhas und sollte zunächst ebenfalls Maler werden, doch führten die Umbrüche der napoleonischen Zeit zu einer Änderung seines Lebenswegs. Er wurde leitender Redakteur des Westphälischen Moniteurs und ab November 1813 der Allgemeinen Kasselschen Zeitung, war im Landrabbinat und ab 1821 im Vorsteheramt für Niederhessen tätig und setzte sich in zahlreichen Veröffentlichungen für die Gleichberechtigung der Juden in Kurhessen ein. Ein Konkurrent um Pinhas’ Redakteursstelle in Kassel war 1813 Wilhelm Grimm. Er argumentierte, nach dem Abzug der Franzosen müsse der Inhaber der Stelle unbedingt wechseln, und reagierte auf die Ablehnung mit franzosenfeindlichen und schließlich auch leicht antisemitischen Kommentaren, ebenso sein Unterstützer Ludwig Hassenpflug und sein Bruder Jacob Grimm. Hassenpflug unterstellte Pinhas Bestechlichkeit, indem er schrieb: „[…] vorher Anhänger dieses Gouvernements, ist er nach dessen Umsturz alsbald auf die andere Seite getreten und hat mit eben der Wärme für die Angelegenheit der verbündeten Mächte gesprochen, als vorhin seine Feder der Despotie Frankreichs feil war.“ 1817 wurde Jakob Pinhas wegen seiner literarischen Verdienste von der Universität Marburg zum Dr. phil. promoviert. Da er innerhalb des gegebenen politischen Systems tätig gewesen war, ging die Revolution von 1848 nicht spurlos an ihm vorbei, doch mussten auch seine Widersacher sein weitblickendes Wesen anerkennen.

## Geschichtliche Hintergründe
Den Anfang der Emanzipation des Judentums bildete ein Dekret des Königs Jérôme vom 27. Januar 1808, in dem den Juden dieselben Rechte zugebilligt wurden wie allen anderen Bewohnern des Landes. Wenig später herrschte auch Gewerbefreiheit. Als Kurfürst Wilhelm I. von Kassel, der Arbeitgeber von Jakob Pinhas’ Vater, 1813 nach Kassel zurückkehrte, trat wieder ein Rückschritt ein. Man glaubte, die Juden erst „erziehen“ zu müssen, ehe man ihnen gleiche Rechte wie anderen Landesbewohnern zubilligen könne. Erst das norddeutsche Bundesgesetz von 3. Juli 1869 machte der Ungleichbehandlung formell ein Ende. Dennoch nahm die Zahl der Juden in Kassel im frühen 19. Jahrhundert stark zu. Es wurden Schulen, soziale Einrichtungen und ein Krankenhaus gegründet, und 1839 war der Bau der Großen Synagoge abgeschlossen. Neben Israel Jacobson und Lucius Liffmann gehörte Jakob Pinhas zu den wichtigsten Vertretern der jungen Gemeinde. Er war zeitweise Direktor der 1802 gegründeten „Gesellschaft der Humanität“, die Notleidende unterstützte und Kindern zu einer Ausbildung verhalf.

## Familie
Jakob Pinhas gehörte einer Malerfamilie an. Sein Großvater Levi Pinhas, 1727 in Lehrberg bei Ansbach geboren, zeigte früh künstlerisches Talent und konnte auf Reisen gehen, nachdem ihm der Markgraf von Ansbach eine Auftragsarbeit, eine Haggada, mit 150 Gulden gut honoriert hatte. Nach einer Lehrzeit bei den Hofmalern in Schwerin wurde er Ansbacher Hofmaler, ging aber später, ebenfalls als Hofmaler, nach Bayreuth, weil er eine Misshandlung an zweien seiner Glaubensgenossen beobachtet hatte. Levi Pinhas erhielt Aufträge von hochstehenden Persönlichkeiten und nutzte deren Gunst, um für die Israeliten in Deutschland einzutreten. Er starb 1793. Ob Bilder von ihm erhalten geblieben sind, scheint nicht bekannt zu sein. Sein ältester Sohn Salomon Pinhas ließ sich im Alter von 24 Jahren in Kassel nieder und wurde ebenfalls Hofmaler, ohne jedoch von der Akademie aufgenommen zu werden. Er schuf mehrere Bilderserien, so Abbildungen der Rosensammlung auf der Wilhelmshöhe, der westphälischen Uniformen und des westphälischen Adels. Über dreißig Bilder aus der Uniformenreihe sind in der Kasseler Landesbibliothek dokumentiert, gelten aber als Kriegsverlust. Von den Rosenbildern blieben, obwohl der Landesherr 1806 vor den Franzosen floh und Jérôme Bonaparte sich für mehrere Jahre in Kassel einquartierte, 133 erhalten und wurden 1815 in einem gebundenen Band zusammengefasst. Publiziert wurden diese Werke allerdings erst im 21. Jahrhundert. Mit seiner Frau Bella Hirsch hatte er die Söhne Hermann und Jakob. Hermann wurde Kupferstecher, diente aber auch als Soldat.

## Werke (Auswahl)
- Reden am Stiftungstage der von Israelitischen Mitgliedern errichteten Gesellschaft der Humanität zu Kassel, Kassel 1815.
- Fragmente aus einer ältern Denkschrift über die Organisation der israelitischen Gemeinden in den deutschen Bundesstaaten, namentlich in Kurhessen, Kassel 1832.
- Beiträge zur Sache der bürgerlichen Verhältnisse der Israeliten in Kurhessen, Kassel 1832.